# Lasthenia californica
Lasthenia californica là một loài thực vật có hoa trong họ Cúc. Loài này được DC. ex Lindl. mô tả khoa học đầu tiên năm 1835.